# Трифоново (Свердловская область)
Трифоново — село в Пышминском городском округе Свердловской области России.

## Географическое положение
Трифоново расположено в 7 километрах (по дорогам в 8 километрах) к северо-западу от посёлка Пышма, на левом берегу реки Юрмач (левого притока реки Пышмы). В окрестностях села расположено озеро. Выше Трифонова по течению Юрмача находится деревня Устьянка, ниже — деревня Медведева.

## Население
| 2002 | 2010 | 2021 |
| ---- | ---- | ---- |
| 827  | ↘686 | ↘682 |